# Chiesa dei Santi Niccolò e Lucia

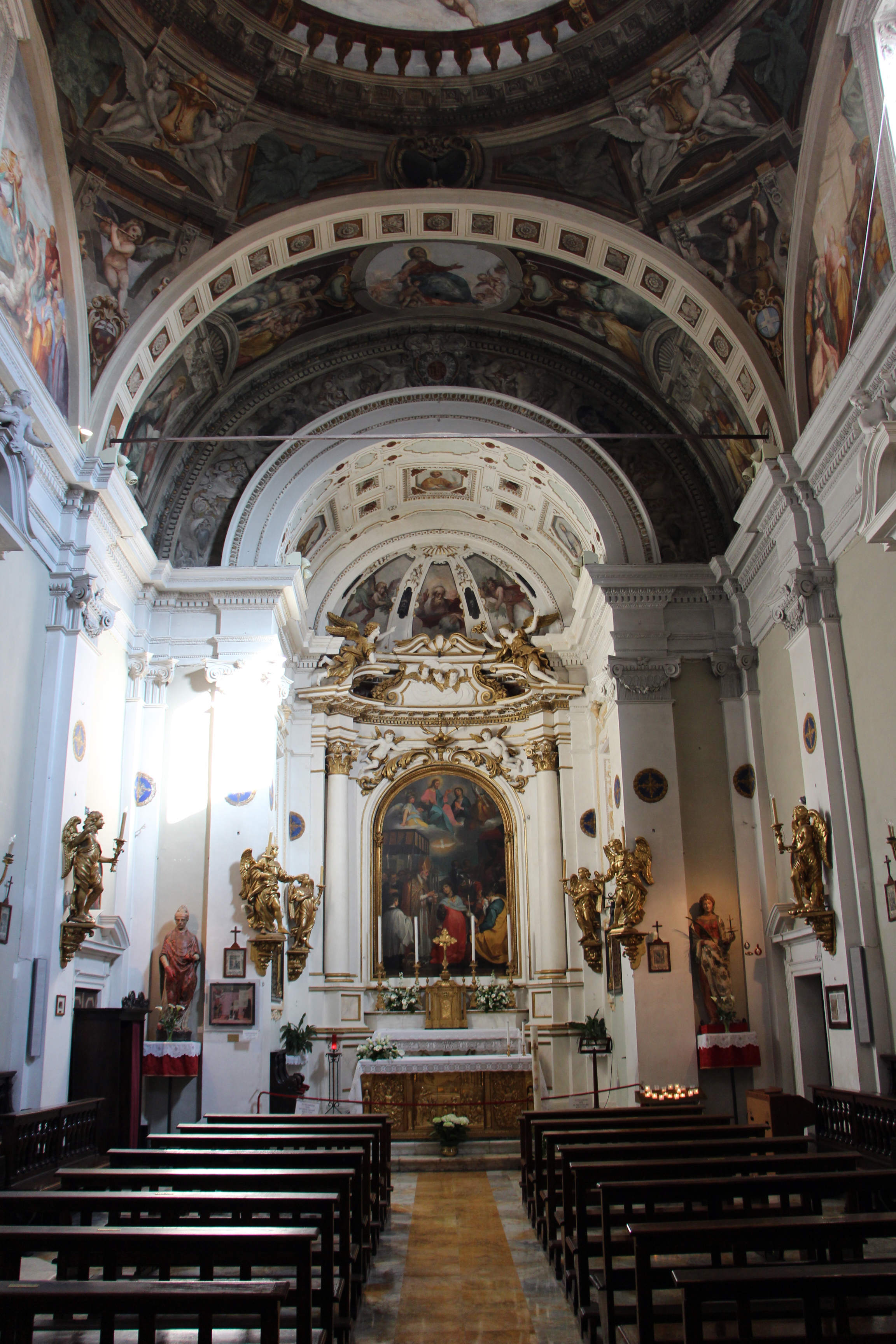
Interno

La chiesa dei Santi Niccolò e Lucia è un luogo di culto cattolico che si trova lungo il Pian dei Mantellini, nel centro storico di Siena.

## Storia e descrizione
Si tratta di un edificio d'origine medioevale completamente ristrutturato fra la fine del Cinquecento e gli inizi del secolo successivo.
La chiesa è fin dalla sua fondazione sede della Venerabile Confraternita dei SS. Niccolò e Lucia, santi che sono anche i titolari della chiesa stessa. Ogni anno il 13 dicembre, memoria di Santa Lucia, si tengono i solenni festeggiamenti in onore della Santa, con la popolare fiera dei prodotti artigianali che si snoda lungo tutta la via antistante di Pian dei Mantellini.
L'interno, prettamente seicentesco, si articola in un ambiente unico con tre altari, ornato con affreschi e stucchi prevalentemente seicenteschi, eseguiti da maestranze senesi. Nel soffitto decorazioni di Ventura Salimbeni, Francesco Vanni, Sebastiano Folli e altri.
All'altare destro un frammento di affresco raffigurante il volto della Vergine, probabile copia da Simone Martini, che la tradizione attribuisce come l'immagine venerata da San Bernardino da Siena sull'Antiporto di Camollia. Degna di menzione la scenografica pala dell'altare maggiore con il Martirio di santa Lucia, realizzata da Francesco Vanni nel 1606. A botteghe senesi seicentesche spettano i sobri e raffinati pancali lignei collocati ai lati dell'ingresso e gli otto angeli intagliati e dorati collocati su mensole lungo la navata e nell'abside. Nell'archivio della Confraternita si conserva anche un manoscritto considerato da molti studiosi una lettera originale di Santa Caterina da Siena.
Tra i manufatti pervenutici dell'antico oratorio spiccano le due statue in terracotta policromata di San Niccolò e Santa Lucia, attribuite a Giacomo Cozzarelli o a un seguace di Francesco di Giorgio Martini.
Sulla cantoria in controfacciata si trova l'organo a canne Tronci opus 96, costruito nel 1834; a trasmissione integralmente meccanica, dispone di 13 registri ed è racchiuso all'interno di una cassa lignea di sobria fattura.

## Galleria d'immagini

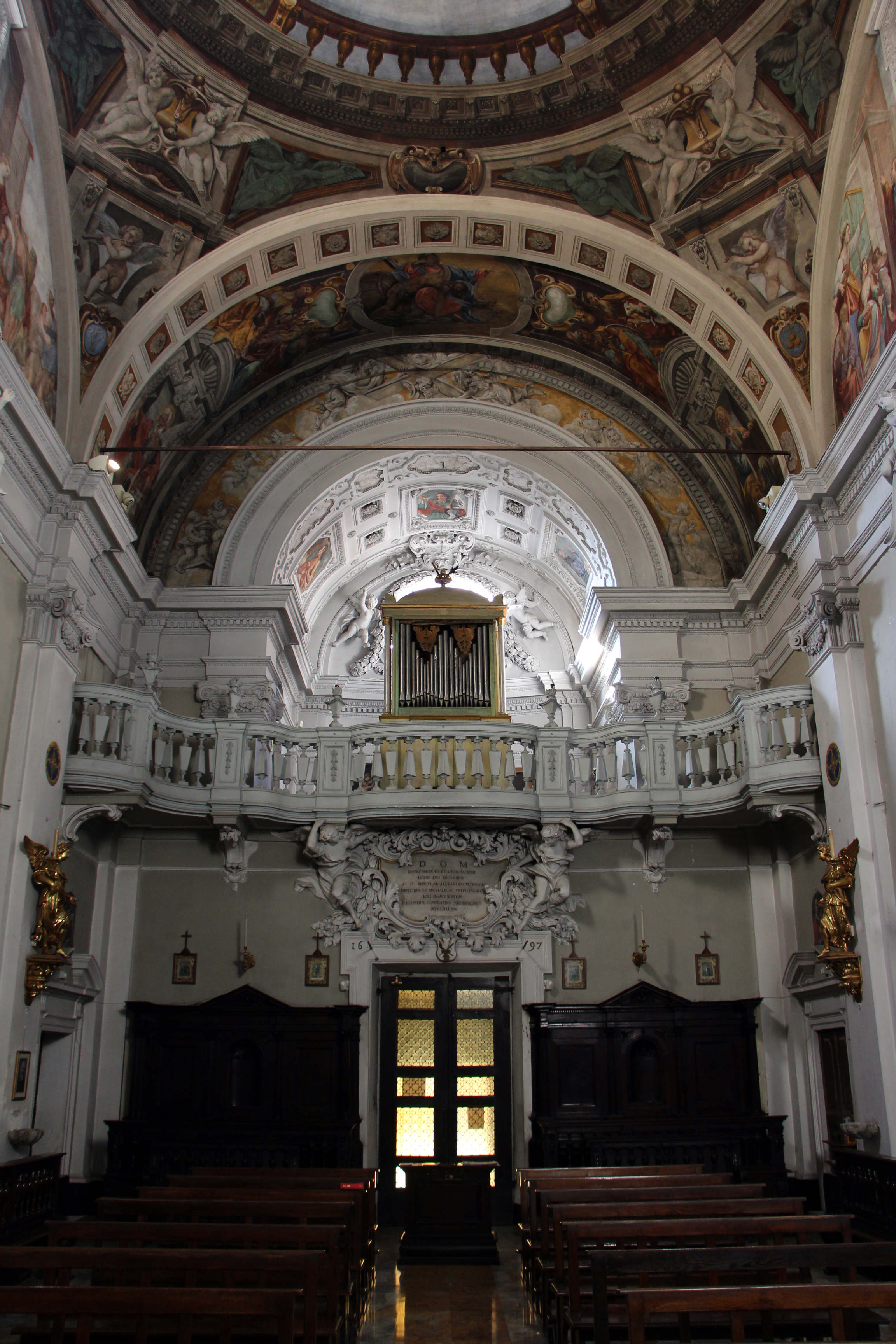
Controfacciata e organo
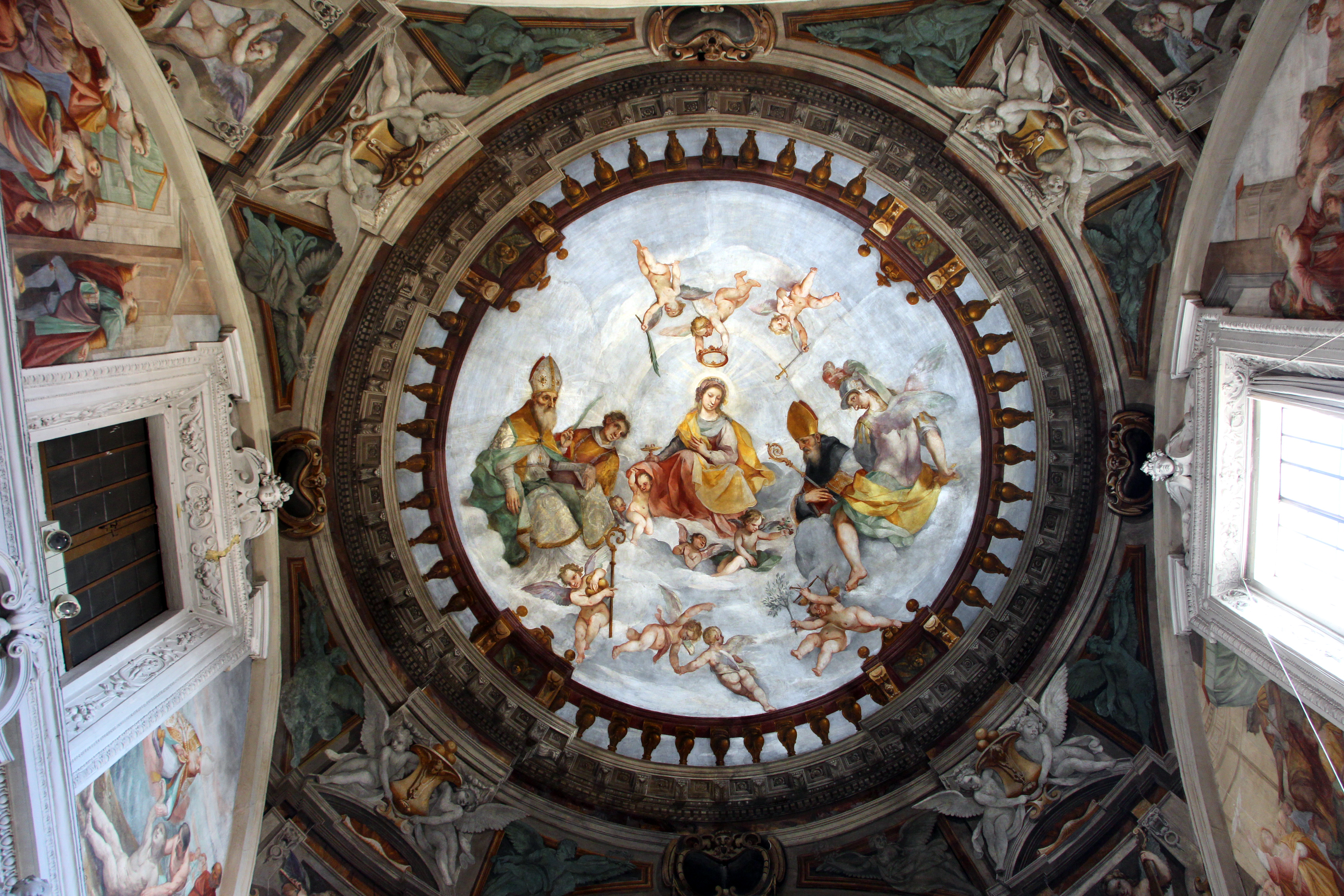
Affreschi della volta
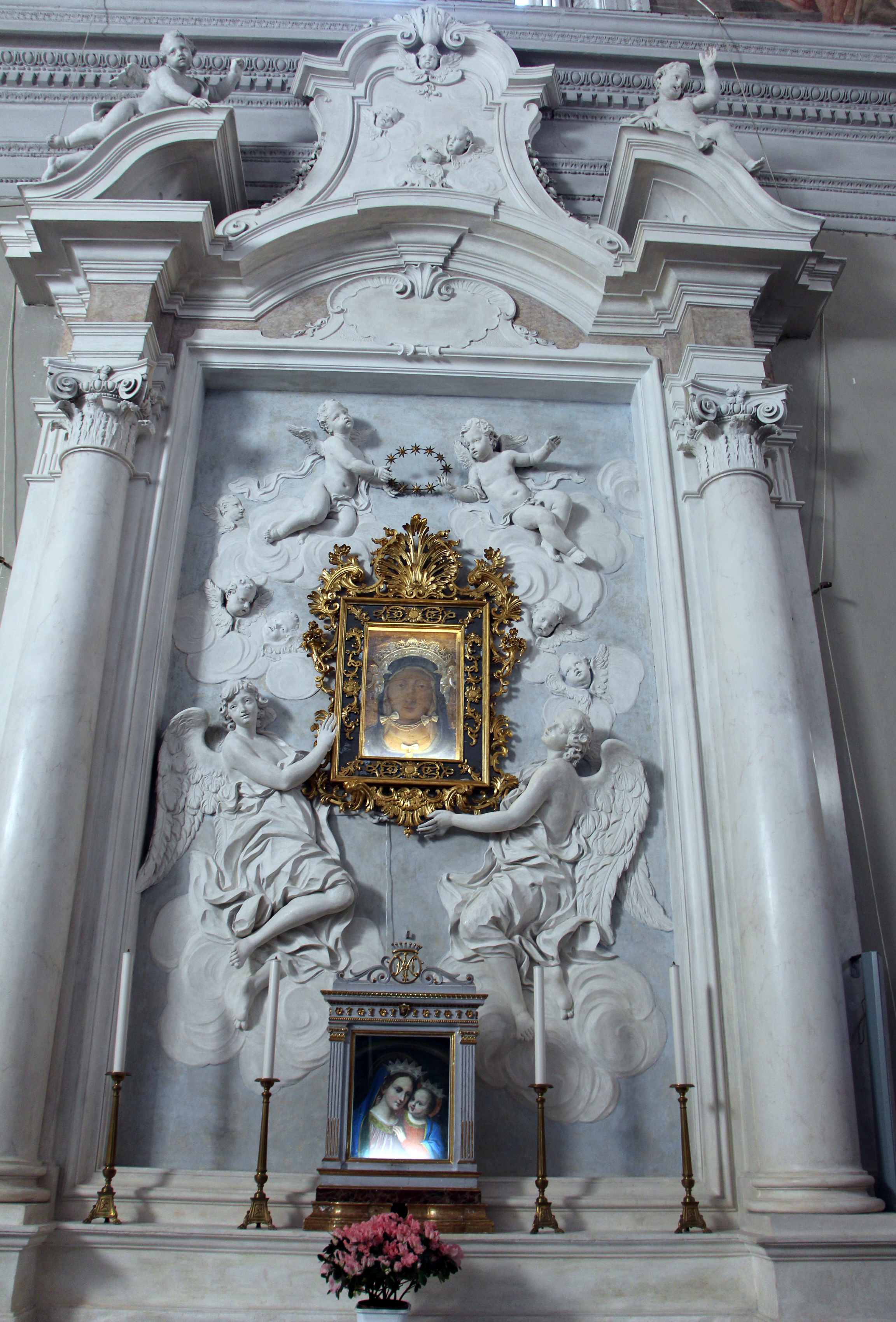
Altare della Madonna
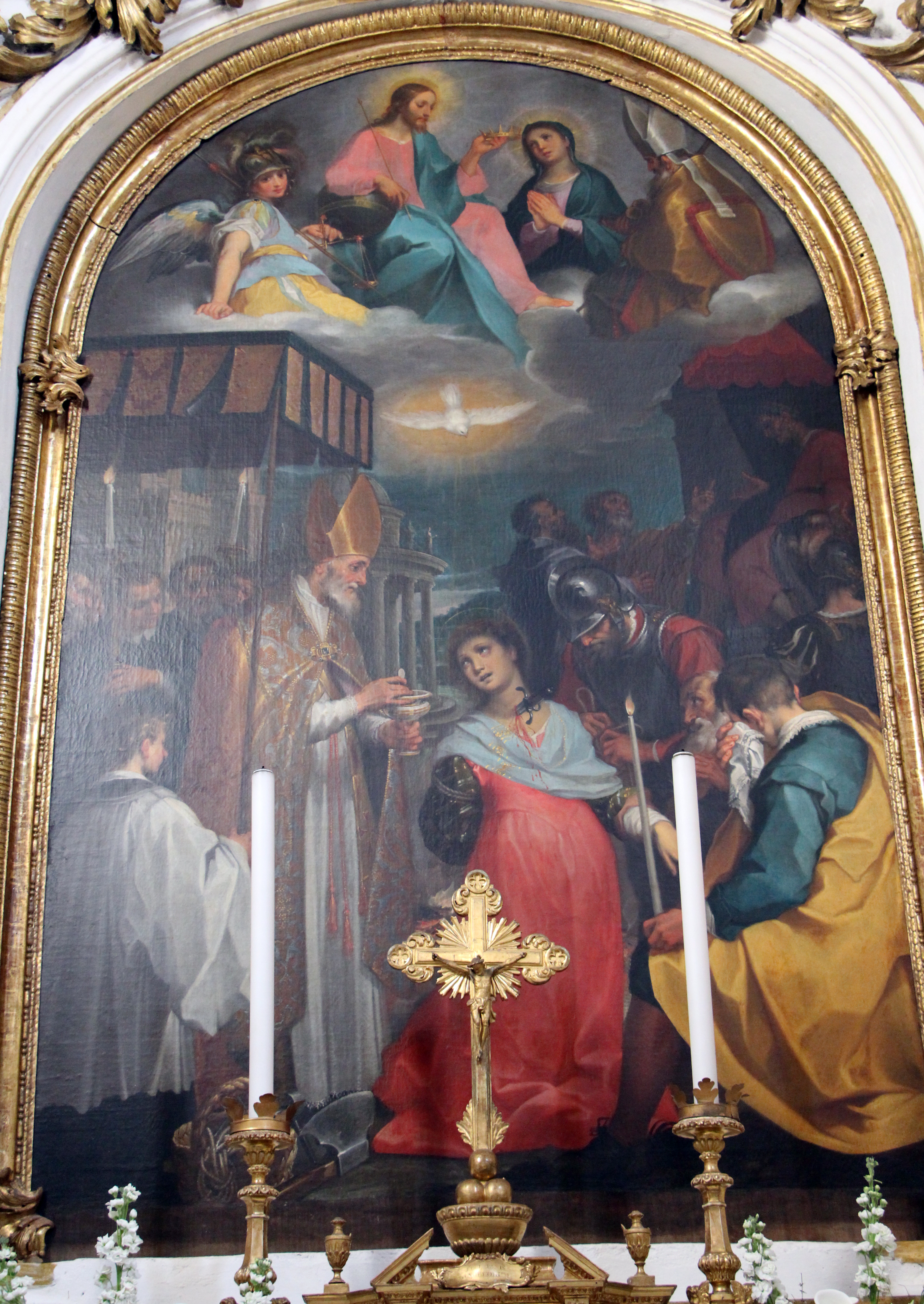
Martirio di Santa Lucia di Francesco Vanni
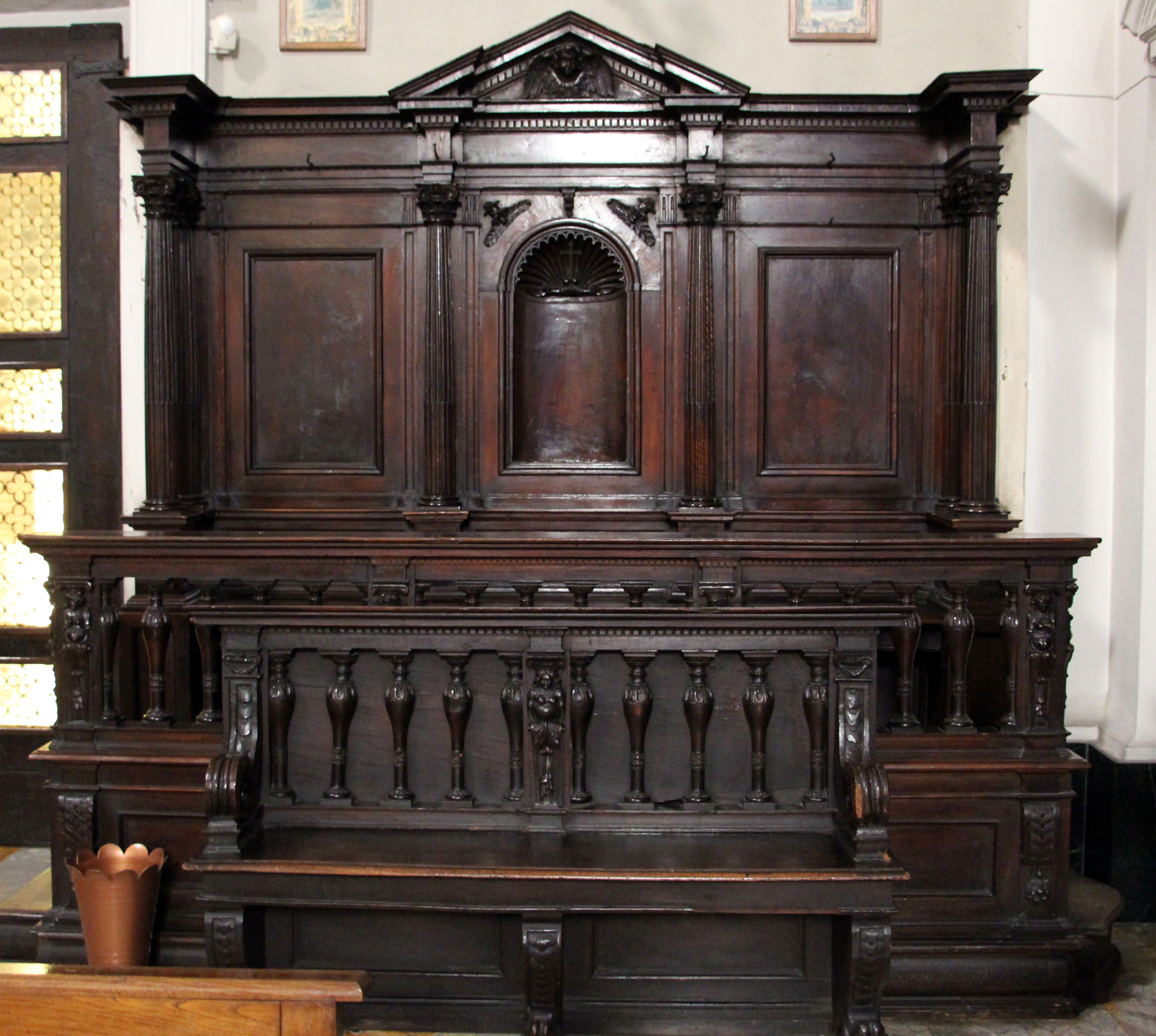
Particolare dei pancali
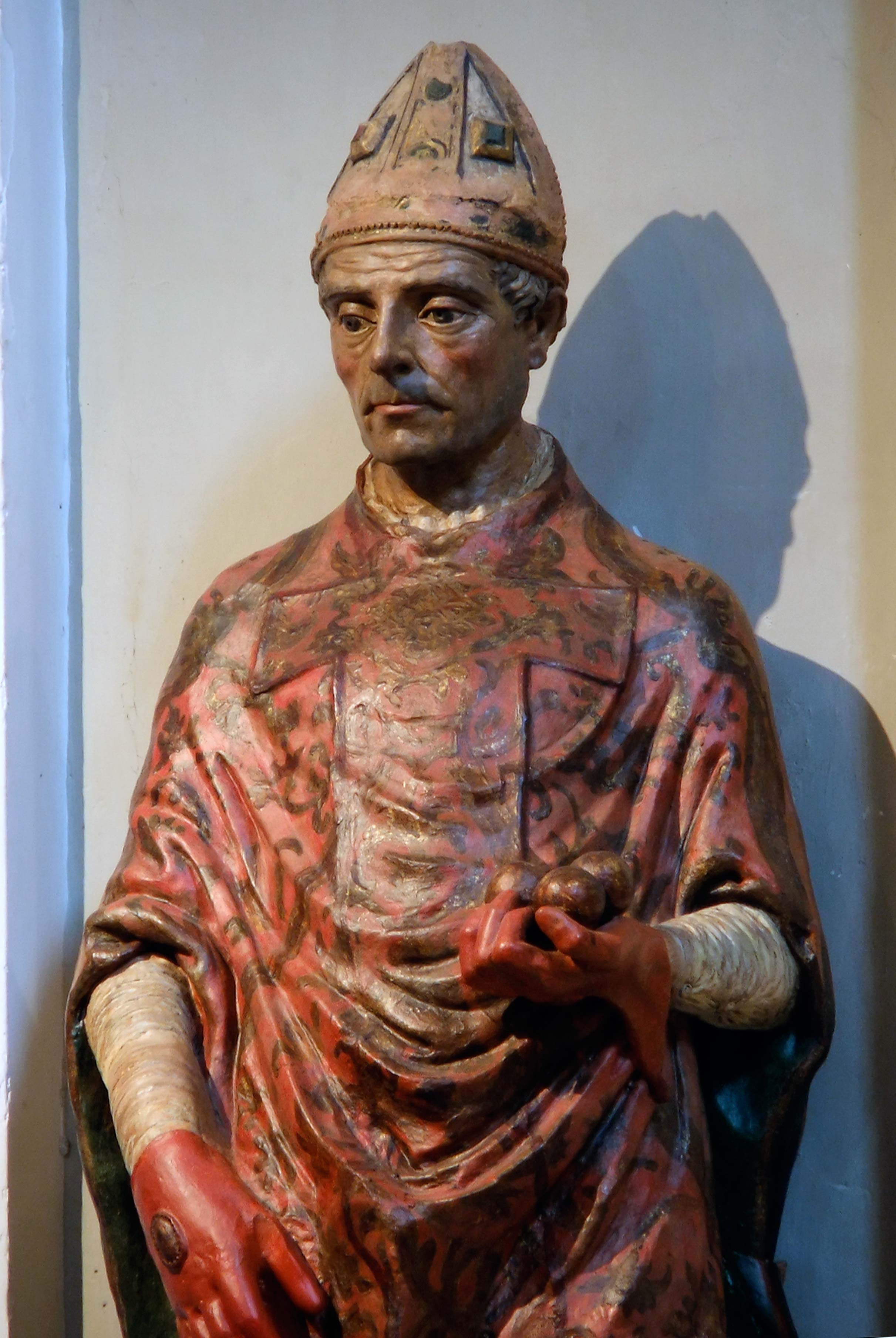
San Niccolò attribuito a Giacomo Cozzarelli
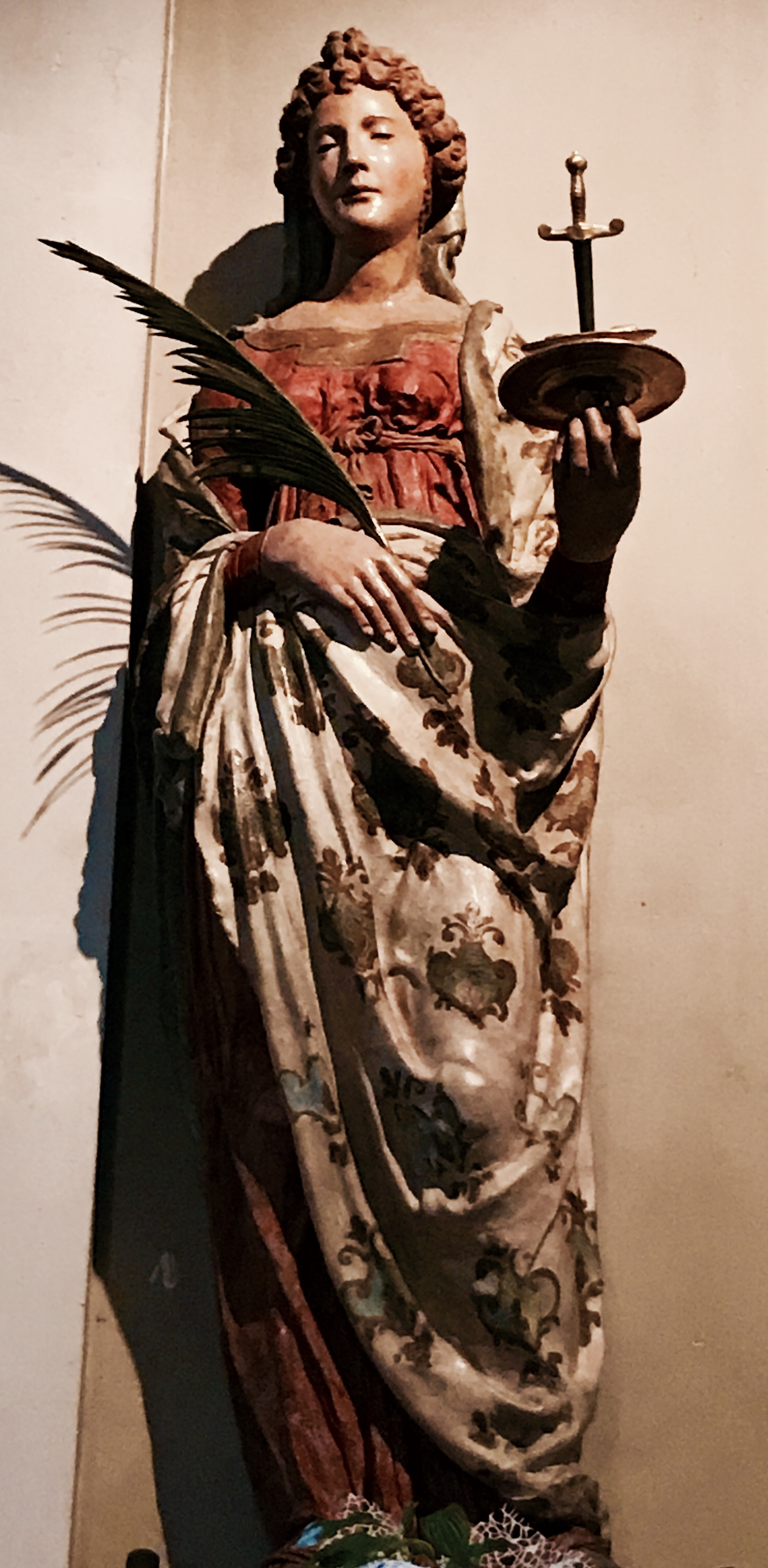
Santa Lucia attribuita a Giacomo Cozzarelli